# 12 canciones
12 canciones es un álbum recopilatorio de Mar de Copas.

## Historia
Disco de 12 Canciones de Mar de Copas realizado para una promoción especial de Saga Falabella denominada "Grandes Éxitos". El disco da un pequeño paseo por los éxitos de Mar de Copas desde su disco Mar de Copas hasta el Suna (incluye el sencillo "Ramera"). Los temas elegidos fueron: Mujer noche, Dulce y veloz, Fugitivo, Entre los árboles, Prendí otro fuego por ella, Tras esa puerta, Al pasar de las horas, LB, Suna, La máquina del tiempo, Adiós amor y Ramera.

## Lista de canciones
| N.º | Título                       | Música                                                      | Duración |  |
| 1.  | «Mujer noche»                | Manolo Barrios, Toto Leverone                               | 5:10     |  |
| 2.  | «Dulce y veloz»              | Manolo Barrios, Toto Leverone, Phoebe Condos, Claudia Salem | 3:48     |  |
| 3.  | «Fugitivo»                   | Manolo Barrios                                              | 4:43     |  |
| 4.  | «Tras esa puerta»            | Manolo Barrios, Toto Leverone                               | 5:30     |  |
| 5.  | «Prendí otro fuego por ella» | Manolo Barrios                                              | 3:22     |  |
| 6.  | «Entre los árboles»          | Manolo Barrios                                              | 4:12     |  |
| 7.  | «Al pasar de las horas»      | Manolo Barrios, Toto Leverone, César Zamalloa               | 3:23     |  |
| 8.  | «L.B.»                       | Manolo Barrios                                              | 5:12     |  |
| 9.  | «Suna»                       | Manolo Barrios, Toto Leverone, César Zamalloa               | 4:21     |  |
| 10. | «La máquina del tiempo»      | Manolo Barrios, Toto Leverone, César Zamalloa               | 4:40     |  |
| 11. | «Adiós amor»                 | Manolo Barrios, Toto Leverone, César Zamalloa               | 4:09     |  |
| 12. | «Ramera»                     | Arturo Rivas, Mauricio Fonseca                              | 3:26     |  |